# Шиацу
Шиа́цу́ (яп. 指圧 сиацу, от 指 [си] «палец» + 圧 [ацу] «надавливание»; ромадзи shiatsu) — японский вариант точечного массажа, вид альтернативной медицины — мануальная техника акупрессуры, создана в Японии Т. Намикоси в 1912 году.

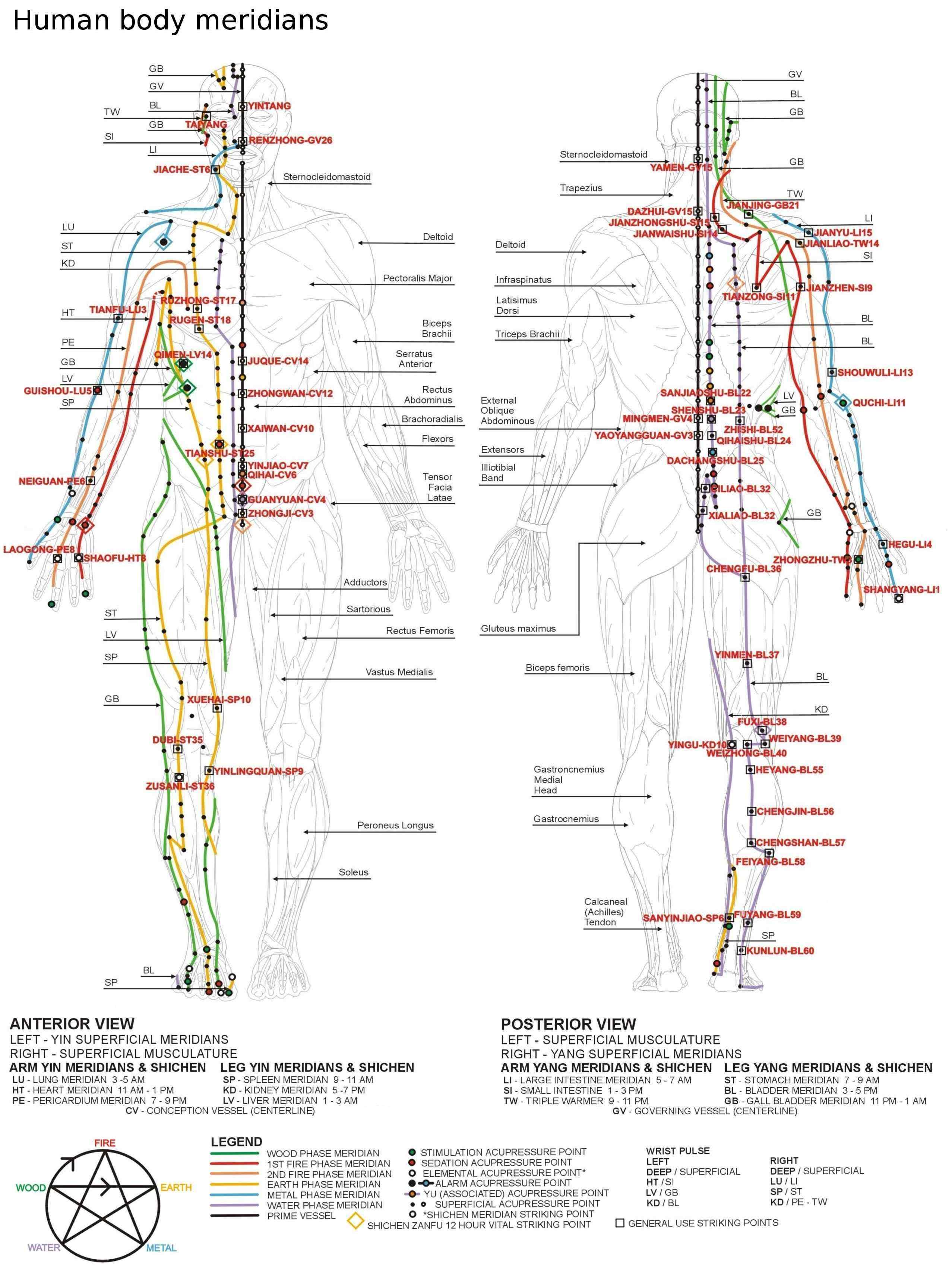
Практикующие шиацу считают, что энергия, называемая ки, протекает через сеть меридианов в теле.

Шиацу основана на распространённой в традиционной китайской медицине концепции циркуляции энергии ци по меридианам тела. В шиацу манипуляции с точками на теле производятся пальцем.
Для шиацу нет научных доказательств клинической эффективности.

## История шиацу
Согласно официальной легенде, лечебная техника шиацу возникла когда её создатель Токудзиро Намикоси в семилетнем возрасте полностью вылечил свою мать от ревматизма путём нажатий пальцами на активные точки на её теле. В 1964 году Министерство благополучия Японии включило шиацу в список медицинских манипуляций.

## Определение шиацу
Техника шиацу предполагает использование пальцев и ладоней рук для надавливания на отдельные участки поверхности тела, чтобы исправить различные телесные несоответствия и поддержать или активизировать здоровье человека. Также является методом, способствующим излечению необычных болезней.
— Медицинский департамент Министерства благополучия Японии (в настоящее время — Министерство здоровья, труда и благополучия Японии). Декабрь 1957 года.[уточнить]

## Отличительные признаки шиацу
Цель манипуляций шиацу — «гармонизировать ток энергии „ци“ по «меридианам тела».
Шиацу представляет собой холистическую технику — воздействие производится на всё тело. Этим она отличается от акупрессуры, в которой практик зачастую работает с конкретной областью или органом тела.
В отличие от акупрессуры, в шиацу надавливания на кожу пациента производятся только руками, преимущественно большими пальцами. При этом общим у них является использование надавливаний для восстановления баланса жизненной энергии тела, что призвано вернуть его в здоровое состояние.
В шиацу воздействие всегда стационарное и продолжительное, большой палец всегда выпрямлен, также всегда используется вес тела, а не сила рук.
В шиацу не используются крема, масла и прочие смазки, это «сухая» техника мануального воздействия.

## Эффективность и безопасность
Практически все исследования эффективности шиацу крайне низкого научного качества, что не позволяет говорить о клинической эффективности метода. К 2011 году в рецензируемых научных журналах были опубликованы только девять относительно качественных исследований по шиацу, из них всего одно представляет собой рандомизированное контролируемое исследование, что недостаточно для достоверного подтверждения эффективности метода. Ни в одном из методологически качественных исследований клинически значимый эффект от шиацу не был обнаружен.
В частности, нет достоверных научных данных об эффективности шиацу (и других мануальных техник) для улучшения качества жизни раковых пациентов, которые могли бы стать обоснованием для внедрения шиацу в качестве дополнительной (комплементарной, англ. complementary) терапии больных раком.
К 2019 году достоверных экспериментальных данных об эффективности шиацу не существовало. При попытках лечить боль в спине эффект от шиацу не отличался от плацебо через 4 недели терапии, и некоторый эффект наблюдался после 8 недель, однако ограниченность исследования, опубликованного в 2019 году, не позволяет достоверно утверждать об эффективности метода.